# カラオケ法理
カラオケ法理（カラオケほうり）とは、物理的な利用行為の主体とは言い難い者を、「著作権法上の規律の観点」を根拠として、(1)管理（支配）性および(2)営業上の利益という二つの要素に着目して規範的に利用行為の主体と評価する考え方である。

## 名称
「カラオケ法理」の名称は、カラオケスナック店の著作権（演奏権）侵害が問われた「クラブキャッツアイ事件」の最高裁判所判決（1988年〈昭和63年〉3月15日）で判示されたことに由来し、「クラブキャッツアイ法理」、「利用主体拡張法理」とよばれることもある。

## 概要
クラブキャッツアイ事件とは、カラオケスナック店において客に有料でカラオケ機器を利用させていた同店の経営者に対し、日本音楽著作権協会（JASRAC）が演奏権侵害に基づく損害賠償等を請求した事件である。裁判では、実際には客によってなされている曲の演奏が、店の経営者による演奏と同視できるか否かが最大の争点となった。最高裁は「店側はカラオケ機器を設置して客に利用させることにより利益を得ている上、カラオケテープの提供や客に対する勧誘行為などを継続的に行っていることから、客だけでなく店も著作物の利用主体と認定すべきである」と判断し、被告である店の経営者に対して損害賠償を命じる判決を下した。
この判決自体は法律関係者の間では概ね妥当なものと考えられているが、後のファイルローグ事件などにおいてはこの法理を元に、直接的な著作権の侵害者（ファイルを不正コピーした者）だけでなくそのためのツールを開発・提供した者についても著作権侵害を認め、損害賠償の支払いやサービスの停止を命じる判決が出されていることから、「今後同法理の拡大解釈により、著作権侵害の範囲が必要以上に広く認定され、Winny開発者への刑事訴訟における一審有罪判決に見られるように、ソフトの開発等に伴うリスクが高まるのではないか」と危惧する意見も一部では出されている。しかしこのような意見に対しては、「この判決は、ソフトの開発自体を著作権侵害の幇助になるとしているのではなく、ユーザーが著作権侵害に利用するであろうことを認識、認容しつつ、当該ソフトを被告が提供したという理由で有罪としたものである」との論評があるように、著作権独自の問題ではなく、一般刑法上の幇助の故意責任とその事実認定の問題であるとする指摘がなされているところである。
カラオケ法理については、著作権侵害の主体の認定の範囲において立法によらなければ認定し得ない者についても適用される場合があるのではないかとの指摘がなされている。この点、デジタル化・ネットワーク化時代においても著作権保護を確保するために、著作権侵害を効果的に拡大防止すべきと同時に、著作物の利用の促進を図るという観点から、物理的利用行為によらずに著作権侵害に関与している者のうち、いかなる範囲の者を差止請求の範囲とすべきかについて、立法措置が望まれている。